# کلئوفورا کولیکوشلا
کلئوفورا کولیکوشلا (نام علمی: Coleophora qulikushella) نام یک گونه از سرده غلاف‌دارها است.